# Walid Benmbarek
Walid Benmbarek (Amsterdam, 25 januari 1980) is een Nederlands acteur.
Walid speelde mee in de film Loverboy. Tussen 2006 en 2007 speelde hij de rol van de Turkse rechercheur Mohammed Aydin in Goede tijden, slechte tijden. In 2008 keerde hij eenmalig terug als geest om samen met personage Dian Alberts (Rixt Leddy) uit de serie te vertrekken. Eind 2009 speelde hij de rol van Ibrahim El-Bassity in Onderweg naar Morgen. Ook speelde hij een kleine rol in Komt een vrouw bij de dokter. In 2022 speelt hij een hoofdrol in 'Marokkaanse bruiloft'.

## Filmografie

### Film
- 2003: Loverboy, als Aziz
- 2005: Staatsgevaarlijk, als Khalid
- 2006: Paid, als moordernaar
- 2006: Afblijven, als ambulancebroeder
- 2006: Kruistocht in spijkerbroek, als bewaker
- 2007: Dennis P., als portier seksclub
- 2009: Komt een vrouw bij de dokter, als Ramon
- 2010: Mo, als Farid
- 2014: Infiltrant, als Abdel
- 2017: Broeders, als Mourad
- 2019: Penoza: The Final Chapter, als Tarik Demir
- 2020: Laatste rit, als Oussama 'Sam'
- 2021: Luizenmoeder, als Amir
- 2022: Strijder, als Tarek
- 2022: Marokkaanse bruiloft, als Samir
- 2022: El Houb, als Mo
- 2022: Sputum, als bewaker
- 2022: The Takeover, als Dries Daoudi
- 2023: Alles is nog steeds zoals het zou moeten zijn, als Reza

### Televisie

#### Als acteur
- 2004: Bitches, als Appie
- 2005: Parels & Zwijnen, als Pim
- 2006: Shouf Shouf!, als Tarek
- 2006: Lotte, als beveiligingsman
- 2006-2008: Goede tijden, slechte tijden, als Mohammed Aydin
- 2008: Hitte/Harara, als Rachid
- 2008: Flikken Maastricht, als portier
- 2009-2010: Onderweg naar Morgen, als Ibrahim El-Bassity
- 2018-2024: Mocro Maffia, als Adil
- 2019: Centraal, als vader
- 2019: Sinterklaasjournaal, als politieagent Walid
- 2019: De Luizenmoeder, als Amir
- 2019: Keizersvrouwen, als Karim Mallat
- 2021: Nieuw Zeer, als verschillende personages
- 2023: Hockeyvaders, als Kasim
- 2025: Elixer, als Hamza Toumi

#### Overig
- 2022: Hunted VIPS, als deelnemer
- 2023: The Masked Singer, deelnemer als de Koala
- 2023: The Life Trail, presentatieduo met Nasrdin Dchar
- 2024: Ik hou van Holland, als deelnemer